# Strike Commander
『Strike Commander』（ストライク・コマンダー、略称：SC）は、Origin Systemsが開発、1993年に発売したIBM-PC/AT互換機用コンバットフライトシミュレーションゲームである。ゲーム・デザイナーはクリス・ロバーツ、OSはMS-DOSである。当初は3.5インチFDで発売されており、スピーチパックの導入によりキャラクターに喋らせていた。後にCD-ROMドライブの普及とともに、CD版が発売された。
同社の『ウィングコマンダー』の設定を近未来の地球に置き換えた物で、システムも類似している。この後、同システムで舞台を第二次大戦中の太平洋戦線にした『Pacific Strike』が発売された。

## 概要
2011年の近未来を舞台に、プレイヤーは傭兵となってF-16C戦闘機（一部のミッションではF-22）を操り、敵戦闘機を撃墜したり地上部隊を攻撃するなどで戦果を上げることにより、クレジットを入手する。そのクレジットを元に、ミサイル等を購入する。
ストーリー性が高く、演出やプレイアビリティを優先しているため、アビオニクスの再現性は低いものの、挙動計算は簡略化されているとはいえ航空力学に基づくものであり、兵器の搭載量なども現実的な範囲に限られていた。比較的手軽な操作でやや本格的な空戦を楽しむことができる、いわばカジュアル・フライトシミュレーションゲームであった。
エレクトロニック・アーツ・ビクターより日本語版も発売され、PC-98及びFM-TOWNSにも移植された。追加シナリオとして『Strike Commander PLUS』も発売された。
技術面の特徴としては、PC用ゲームとしてテクスチャ・マッピングを本格的に導入した最も初期のゲームの1つである。

## 作戦地域
- モーリタニア
- アンデス
- エジプト
- アラスカ
- ケベック
- サンフランシスコ
- グランドキャニオン
- ドイツ
- ロードアイランド
- イスタンブール

## 登場機体
- F-16C
- F-22
- YF-23
- F/A-18
- F-15
- A-10A
- MiG-21
- MiG-29
- Su-27
- C-130
- ミラージュ2000
- トーネード
- E-3
- Tu-95
- ボーイング747
- リアジェット